# 매의 날개옷
매의 날개옷은 로키가 거인들에게 속아넘어가 신들의 힘의 원천인 황금 사과를 지키는 여신 이둔을 황금사과로부터 떼어놓고 그 사이 거인들이 황금 사과를 가져가고, 신들은 쇠약해지게 된다. 매의 날개옷은 로키가 거인들로부터 황금사과를 되찾기 위해 가지고 간 날개옷이다.

## 같이 보기
- 북유럽 신화